# Diploglossus monotropis
Diploglossus monotropis es una especie de lagarto de la familia Diploglossidae. Se distribuye por Nicaragua, Panamá, Colombia y Ecuador.